# The Emirates Group
The Emirates Group (arabe : مجموعة الإمارات) est une société holding internationale basée à Dubaï, détenue par l'État, et dont le siège social est situé à Garhoud, Dubaï, Émirats arabes unis, près de l’aéroport international de Dubaï. Le groupe Emirates comprend dnata, une société de services aériens fournissant des services au sol dans 126 aéroports, et Emirates, la plus grande compagnie aérienne du Moyen-Orient. Emirates Airlines dessert plus de 150 destinations réparties sur 6 continents, avec une flotte de plus de 250 appareils gros porteurs,:181. La compagnie a 170 appareils en commande pour une valeur de 58 milliards de dollars US. The Emirates Group réalise un chiffre d'affaires d'environ 28,3 milliards de dollars US et emploie plus de 105 000 salariés dans toutes ses unités d'affaires et sociétés associées, ce qui en fait l’un des plus grands employeurs du Moyen-Orient. La société est entièrement détenue par le gouvernement de Dubaï via directement la Investment Corporation of Dubai et fait partie de Dubai Inc..

## Siège social
Le siège social de la compagnie est situé dans le bâtiment du groupe Emirates à Al-Garhoud, Dubaï,. Le bâtiment est situé sur Airport Road, en face du site du Centre technique Emirates construit en 2007. Un tunnel relie le bâtiment à l’aéroport international de Dubaï. La construction du bâtiment a coûté 700 millions AED (191 millions USD). La construction a commencé en 2004 et devait s’achever en 2007. Emirates a autofinancé la construction. Plus de 6 000 employés travaillent dans ce bâtiment. Auparavant, le siège social de la compagnie était situé dans l’Airline Centre, près du rond-point de la tour de l’horloge à Dubaï,.

## Histoire

### Origines
Lorsque les Britanniques se sont retirés de Dubaï à la fin des années 1950, le cheikh Saeed bin Maktoum al Maktoum a instauré une politique de liberté des mers, du ciel et du commerce, dans le but de développer le pays. Il a également exigé que toutes les agences gouvernementales réalisent des bénéfices. Le pays visait à éliminer sa dépendance à ses réserves de pétrole, limitées, en l’espace de 50 ans.
La Dubai National Air Transport Association (DNATA) a été fondée en 1959, et employait, au milieu des années 1980, environ 2 500 personnes. Elle comprenait trois divisions : Dnata Airport Operations, Dnata Cargo et Dnata Agencies. En plus des services de soutien fournis à l'aéroport international de Dubaï, l’entreprise agissait comme agent commercial pour 26 compagnies aériennes. Dubaï servait déjà d’escale entre l’Europe et l’Extrême-Orient depuis l’époque d’Imperial Airways, dont les hydravions y faisaient halte en route vers l’Australie. Les politiques de ciel ouvert ont permis à l’aéroport de rester parmi les plus fréquentés du Moyen-Orient.
Au milieu des années 1980, Gulf Air commence à réduire ses services vers Dubaï. En réponse, la compagnie Emirates est fondée en mars 1985 avec le soutien de la famille royale de Dubaï, dont l'escadre royale de Dubaï fournit deux des premiers avions de la compagnie, des Boeing 727-200/Adv d’occasion. Emirates devait fonctionner sans subventions gouvernementales, hormis un capital initial de 10 millions de dollars américains. La compagnie a également loué un Boeing 737-300 neuf à Pakistan International Airlines, avion restitué en 1987. Maurice Flanagan est nommé directeur général de la nouvelle compagnie. Ancien membre de la Royal Air Force, de British Airways et de Gulf Air, Flanagan avait été détaché chez DNATA en 1978 pour un contrat de deux ans en tant qu'assistant directeur des ventes.
Le président était le cheikh Ahmed bin Saeed Al Maktoum, neveu du souverain de Dubaï, qui devint également président du département de l’aviation civile et de DNATA. Tim Clark rejoint aussi l’équipe de direction.

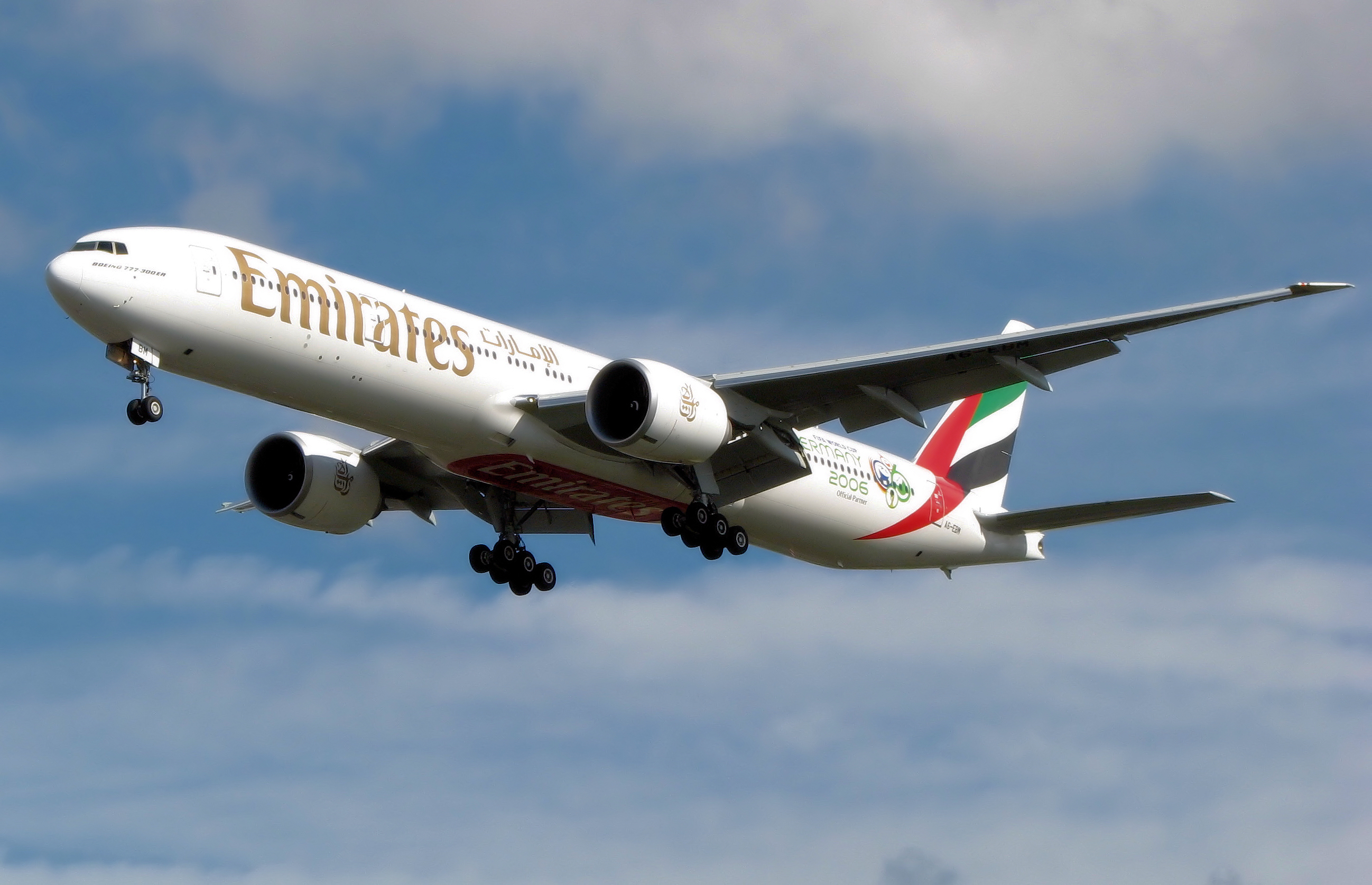
Boeing 777-300ER d'Emirates.

Le premier vol de la compagnie relia Dubaï à Karachi le 25 octobre 1985. La compagnie a loué un Airbus 300B4-200 auprès de Pakistan International Airlines. Bombay et Delhi furent les prochaines destinations desservies. Le cheikh Mohammed bin Rashid al Maktoum a ensuite offert deux Boeing 727-200 supplémentaires à la compagnie.
Le groupe Emirates devient rentable dès ses neuf premiers mois d'activité. Durant sa première année, la compagnie transporte environ 260 000 passagers et 10 000 tonnes de fret. Dès 1986, Emirates ajoute à son réseau des destinations telles que Colombo, Dacca, Amman et Le Caire.
Au cours de sa deuxième année, le groupe enregistre une perte, mais la croissance se poursuit même si la région connaît un ralentissement l’année suivante. La guerre du Golfe et le licenciement de travailleurs expatriés sont identifiés comme les principaux facteurs. Durant cette même année, des concurrents accusent Emirates d’avoir déclenché une guerre des prix, accusation que ses rivaux continueront de lui reprocher. Le 3 juillet 1987, Emirates reçoit son premier Airbus A310-304 acheté neuf, en provenance de Toulouse. En 38 mois d’exploitation, Emirates dessert déjà 12 destinations.
Emirates Sky Cargo, qui opère comme entité distincte, transporte 25 000 tonnes de fret durant l’exercice fiscal 1989. Emirates étend son réseau vers l’Extrême-Orient en 1990, puis renforce ses opérations en Europe durant l’été 1992. En 1990, la compagnie acquiert trois Airbus A310-300 supplémentaires auprès d’Airbus. Le groupe lance également Marhaba en décembre 1991, un service haut de gamme d’accueil personnalisé pour les passagers transitant par l’aéroport international de Dubaï.

### Croissance
Au début des années 1990, Emirates est devenue l'une des compagnies aériennes connaissant la croissance la plus rapide au monde. Ses revenus annuels augmentent d’environ 100 millions de dollars pour atteindre quelque 500 millions de dollars en 1993. Cette année-là, la compagnie transporte 68 000 tonnes de fret et 1,6 million de passagers.
La guerre du Golfe a un impact significatif sur l’industrie aérienne régionale. Durant les derniers jours du conflit, Emirates est la seule compagnie à maintenir ses opérations, bien que sa flotte ait été brièvement clouée au sol durant l’hiver 1991, pendant la libération du Koweït. Les services reprennent quelques semaines plus tard.
En 1993, Emirates renforce sa flotte avec l’ajout d’un Airbus A300-600R supplémentaire, portant le total d’avions à neuf. La même année, la compagnie passe commande de sept Boeing 777, avec une option pour sept appareils supplémentaires, pour un montant d’environ 645,5 millions de dollars. À l’occasion de son sixième anniversaire, Emirates transporte environ 25 000 passagers par semaine vers 23 destinations. En 1994, elle inaugure un nouveau terminal à l’aéroport de Dubaï, construit pour un coût de 2 millions de dollars.
Emirates a également étendu sa présence internationale par le biais de partenariats. À la fin de 1993, elle a conclu un accord avec US Airways pour élargir son réseau de services. Avant cela, elle avait des accords de coopération avec Cyprus Airways. En 1994, Emirates exploitait 15 avions et desservait 32 destinations, se classant alors comme la sixième plus grande compagnie aérienne du Moyen-Orient.

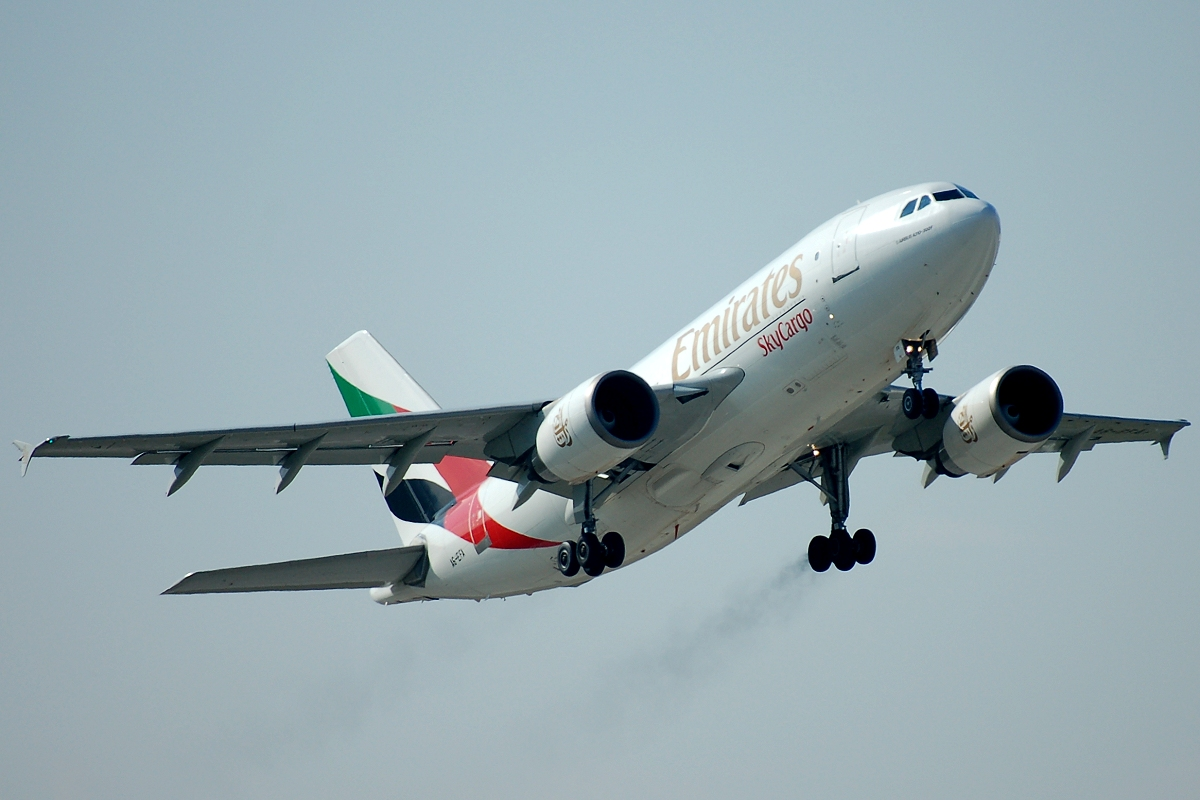
Un A310 d'Emirates SkyCargo.

Emirates a réalisé un chiffre d’affaires de 643,4 millions de dollars pour l’exercice se terminant le 30 mars 1994. La compagnie comptait 4 000 employés et transportait deux millions de passagers par an entre 34 destinations avec une flotte de 18 appareils Airbus. Malgré les importants investissements en capital, le gouvernement de Dubaï n’avait investi que 50 millions de dollars depuis la création de la compagnie. En octobre 1995, le groupe Emirates a lancé Mercator, une société informatique.
Un total de 92 compagnies aériennes desservaient l’aéroport de Dubaï, et Emirates faisait face à une concurrence intense à son hub. Elle transportait environ trois millions de passagers par an vers l’aéroport international de Dubaï au milieu des années 1990. Emirates a continué à se développer à la fin des années 1990. L’activité fret croissante représentait 16 % du chiffre d’affaires total de la compagnie. En 1995, la flotte desservait 34 destinations au Moyen-Orient, en Extrême-Orient et en Europe. Emirates a également ouvert son propre centre de formation au pilotage en 1995, puis, en 2017, sa propre académie de formation au pilotage.
En 1997, Emirates exploitait un avion cargo dédié vers Amsterdam, une destination non incluse dans son réseau de vols passagers, en coopération avec KLM. Elle a transporté environ trois millions de passagers cette année-là. La même année, Emirates a passé une commande de 2 milliards de dollars pour 16 Airbus A330-200, et a transporté plus de trois millions de passagers ainsi que 150 000 tonnes de fret. La compagnie a également réceptionné six Boeing 777-200, lui conférant de nouvelles capacités long-courriers.
En janvier 1997, Emirates a inauguré un centre de formation de 65 millions de dollars. La compagnie pouvait alors assurer la formation sur simulateur de ses équipages ainsi que du personnel de vol et de maintenance. Un bénéfice record de 371 millions d’AED a été réalisé en 1997–1998. Les dirigeants d’Emirates prévoyaient de ralentir la croissance de la compagnie à la fin des années 1990 afin de stabiliser son vaste réseau de routes.
En mai 1998, Emirates a payé 70 millions de dollars au gouvernement du Sri Lanka pour acquérir 40 % des parts de SriLankan Airlines (anciennement Air Lanka). Dans le cadre de cet accord, Emirates a obtenu un contrat de gestion de 10 ans pour SriLankan. En janvier 2008, Emirates a annoncé qu’elle remettrait la gestion de SriLankan Airlines au gouvernement sri-lankais à compter d’avril 2008,. Emirates a finalement revendu sa participation dans SriLankan Airlines au gouvernement sri-lankais en juin 2010,.
En 1998, la compagnie a ouvert un terminal 2 de 540 millions de dollars à l'aéroport international de Dubaï, augmentant sa capacité de 26 % alors que le nombre de passagers atteignait 3,7 millions, tandis que le fret passait à 200 000 tonnes. Galileo Emirates (aujourd’hui connu sous le nom d’Emquest) a été créé pour consolider la distribution du système de réservation Galileo sur les marchés existants des Émirats arabes unis, Oman, Bahreïn, Qatar, Pakistan et Sri Lanka.
En 1999, Emirates a ouvert son propre hôtel – The Al Dossa Desert Resort. L’effectif du groupe Emirates s’élevait à 11 000 employés cette année-là, et Dnata est entrée sur le marché des services aéroportuaires en Asie du Sud-Est avec le lancement de Dnata Philippines Inc. Emirates SkyCargo a également lancé un nouveau système appelé Skychain, développé par Mercator, qui permettait un accès via Internet et email à tous les acteurs du transport de fret.

### Histoire moderne
En avril 2000, Emirates a annoncé une commande en tant que premier client de lancement de l'Airbus A3XX (plus tard nommé Airbus A380), le plus grand avion civil jamais construit. L'accord portait sur cinq Airbus A380-800 et deux Airbus A380-800F. L’accord a été confirmé le 4 novembre 2001 et Emirates a annoncé la commande de 15 A380-800 supplémentaires simultanément. Une commande de 6 Boeing 777 a également été annoncée. Emirates a justifié sa commande en disant que l’achat du super jumbo de 481 à 656 passagers visait à maximiser l’utilisation de ses rares créneaux de décollage et d’atterrissage dans des aéroports encombrés comme Heathrow. La même année, le nouveau terminal Sheikh Rashid a été inauguré, augmentant la capacité de l’aéroport international de Dubaï à 22 millions de passagers par an. Le programme de fidélité d’Emirates, Skywards, a également été lancé. Sheikh Ahmed a également annoncé que le gouvernement de Dubaï investirait entre 500 et 600 millions de dollars dans le nouveau terminal 3 – avec une capacité de 20 millions de passagers par an.

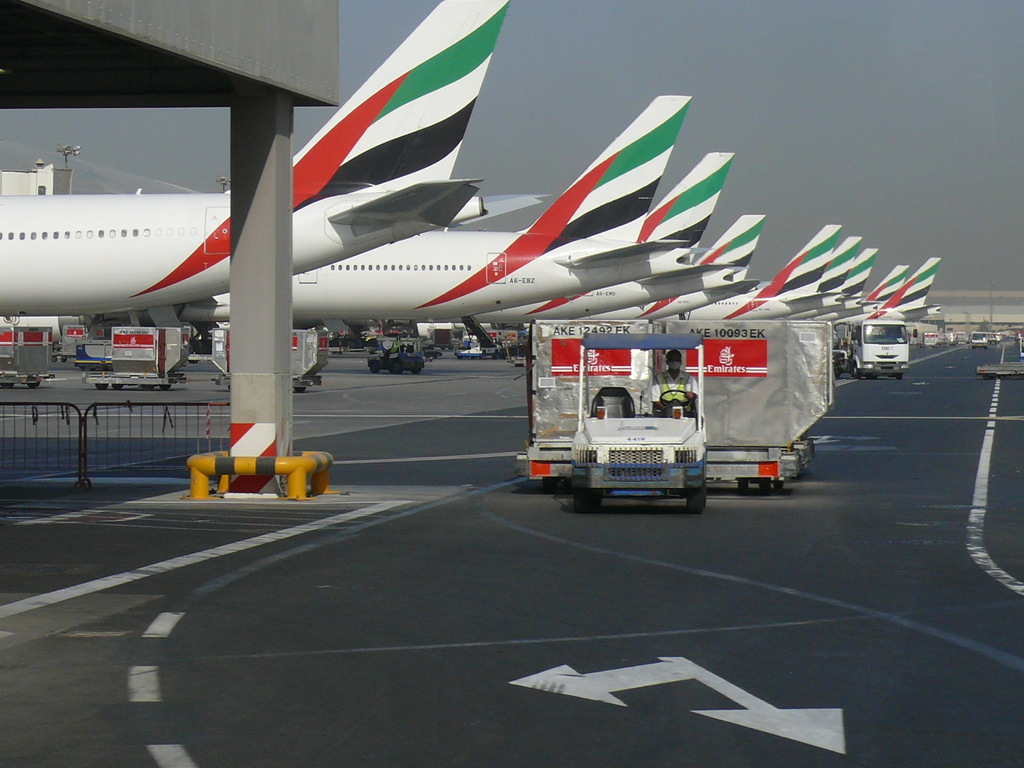
Emirates domine le trafic à l'aéroport international de Dubaï.

Vers la fin de l’année 2000, Emirates envisageait de lancer des vols ultra-long-courriers vers la côte Est et la côte Ouest des États-Unis, ainsi que des vols directs vers Australie et l’Argentine. Le trafic a continué de croître à un rythme de 20 % entre 1999 et 2000.
En 2001, le centre Emirates SkyCargo a ouvert avec une capacité de 400 000 tonnes par an. Emirates a également été élue compagnie aérienne de l’année par le cabinet de recherche Skytrax. Emirates a réceptionné son 18e Airbus A330-200 et en a commandé deux autres, devenant ainsi le plus grand opérateur d’A330 au monde. La compagnie a aussi annoncé une commande d’une valeur de 15 milliards de dollars pour 15 A380, huit A340-600, trois A330 et 25 Boeing 777. L’année suivante, la compagnie a de nouveau été nommée compagnie aérienne de l’année par Skytrax. Le nombre de passagers d’Emirates pour l’exercice 2001–2002 a atteint 6,3 millions, et le fret a dépassé les 400 000 tonnes. Le groupe a également annoncé un investissement de 275 millions de dollars dans un nouveau complexe de hangars au centre de maintenance Emirates Engineering. Galileo Emirates s’est encore développé avec l’acquisition des droits de distribution pour le Soudan et la Tunisie.
Au début de 2003, le service de restauration aérienne d’Emirates (Emirates Flight Catering) a été créé à partir de la société Emirates Abela Catering Company. Ce service employait plus de 5 400 personnes. Lors de sa première année, la société de restauration a produit plus de 16 millions de repas avec une moyenne quotidienne de 45 000 repas. Fin 2003, Emirates a commandé 71 appareils pour un coût de 19 milliards de dollars.
Pour l’exercice financier se terminant en mars 2003, Emirates a transporté 8,5 millions de passagers, soit une augmentation de 26 %, et la compagnie a enregistré une hausse de ses bénéfices de 94 % à 907 millions de dirhams contre 468 millions de dirhams l’année précédente. Dnata a également lancé ses services au Koweït.
En 2004, Emirates a commandé quatre Boeing 777-300ER, avec neuf options, dans un contrat de 2,96 milliards de dollars. La flotte SkyCargo a été renforcée par l’ajout de trois Airbus A310-300 à ses six Boeing 747. Emirates a également signé un contrat de 100 millions de livres sterling avec le club anglais de première division Arsenal, incluant les droits de dénomination de son nouveau stade pour 15 ans et le sponsoring du maillot pour huit ans, à compter de la saison 2006/07. Fin 2003, Dnata a débuté ses opérations au Koweït.
En 2005, l’effectif du groupe Emirates s’élevait à 25 000 personnes, faisant de lui le plus grand employeur de Dubaï. Le trafic passagers a continué à augmenter avec 12,5 millions enregistrés cette année-là. Emirates a commandé 42 Boeing 777 dans un contrat de 9,7 milliards de dollars, la plus grande commande de Boeing 777 de l’histoire, lors du Dubai Airshow en 2005. En avril 2005, Dnata a débuté ses opérations en Arabie saoudite. En juin, Dnata a racheté les services aéroportuaires internationaux de Changi, avec Temasek Holdings conservant sa part. En juillet, le service de restauration aérienne d’Emirates a commencé ses activités dans sa nouvelle installation Food Point — un site de 10 000 mètres carrés capable de produire 30 millions de repas par an.
Début 2006, le service de restauration aérienne d’Emirates a commencé ses activités dans sa nouvelle installation de restauration d’une valeur de 120 millions de dollars dédiée aux vols d’Emirates. L’installation avait une capacité de production de plus de 115 000 repas par jour. Aussi, en 2006, Emirates Flight Catering a ouvert son usine de blanchisserie Linecraft. L’installation couvre une superficie totale de 10 500 m2 et a une capacité de traitement de 50 tonnes de blanchisserie et de nettoyage à sec par jour. Lors du Salon aéronautique de Farnborough en 2006, Emirates a signé un accord pour 10 Boeing 747-8F dans un contrat de 3,3 milliards de dollars, et en 2007 Emirates a signé des contrats pour 120 Airbus A350, 11 Airbus A380 et 12 Boeing 777-300ER, pour un montant estimé à 34,9 milliards de dollars, lors du Dubai Air Show. Le nouveau centre d’ingénierie et la cellule de test moteur ont été officiellement ouverts, et les hôtels Emirates Harbour Hotel & Residence ainsi que Marina Hotel ont ouvert leurs portes. En septembre, le groupe a également acquis une participation de 49 % dans le groupe britannique Alpha Group. Toujours en 2007, Dnata a signé un accord de coentreprise de 15 ans avec China West Airport Group pour fournir des services au sol dans l’aéroport de Xi'an (Aéroport international de Xianyang). Dnata participera également aux opérations dans 10 autres aéroports gérés par CWAG. Dans le cadre de cet accord, Dnata détiendra 45 % de Xi'an Dnata Aviation Services Company Limited, les 55 % restants appartenant à CWAG. En fin 2007, Dnata a ouvert des bureaux au Qatar.
En 2008, le groupe Emirates a emménagé dans son nouveau siège à Dubaï. Emirates SkyCargo a également commencé ses opérations depuis le nouveau Mega Terminal du Dubai Cargo Village, avec une capacité de traitement de 1,2 million de tonnes par an. En juin, Dnata a acquis une participation de 19,99 % dans son partenaire Hogg Robinson Group, devenant ainsi le principal actionnaire de la société. En août, Emirates a réceptionné trois A380 et le premier A380 d’Emirates a atterri à New York ce même mois. Emirates a également accueilli son 10 000e membre d’équipage de cabine. En septembre, Sabre Holdings a signé un accord de dix ans avec EmQuest pour distribuer ses services en Afrique. En octobre, le terminal dédié Emirates, le Terminal 3, a été inauguré avec une capacité de plus de 27 millions de passagers, ce terminal étant le plus grand au monde.
En 2013, EmQuest a signé un accord avec Contac Services Inc. pour lancer la plateforme mywurld au Moyen-Orient et en Afrique.

## Direction de l'entreprise
Le groupe Emirates est une filiale de la société d’investissement du gouvernement de Dubaï, Investment Corporation of Dubai,,.  
Le groupe a enregistré un bénéfice chaque année, à l’exception de la deuxième, et sa croissance n’est jamais tombée en dessous de 20 % par an. Durant ses 11 premières années, il a doublé de taille tous les 3,5 ans, puis tous les quatre ans par la suite.
En 2008, Emirates a versé des dividendes d’une valeur de 776 millions de dollars américains au gouvernement de Dubaï.  
Depuis le début du versement des dividendes en 1999, le gouvernement a reçu 3,1 milliards de dirhams émiratis d’Emirates en échange d’un capital initial de démarrage de 10 millions de dollars US, ainsi qu’un investissement supplémentaire d’environ 80 millions de dollars US au moment de la création de la compagnie aérienne.  
Le gouvernement de Dubaï est l’unique propriétaire de la société. Cependant, il n’y injecte pas de nouveaux fonds et n’intervient pas dans la gestion de la compagnie.

### Structure et emploi
Emirates s’est diversifiée dans des secteurs connexes, notamment les services aéroportuaires, l’ingénierie, l’organisation d’événements, la restauration et les activités de tour-opérateur. Emirates compte 4 filiales et sa société mère en possède plus de 50,.
Au 31 mars 2020, à la fin de l’exercice fiscal, Emirates employait au total 59 519 personnes, dont 21 789 membres d’équipage de cabine, 4 313 membres d’équipage de conduite, 3 316 employés en ingénierie, 12 627 dans d’autres secteurs, 5 376 employés dans des stations à l’étranger et 12 098 dans des filiales:72.

## Filiales

### Transport aérien

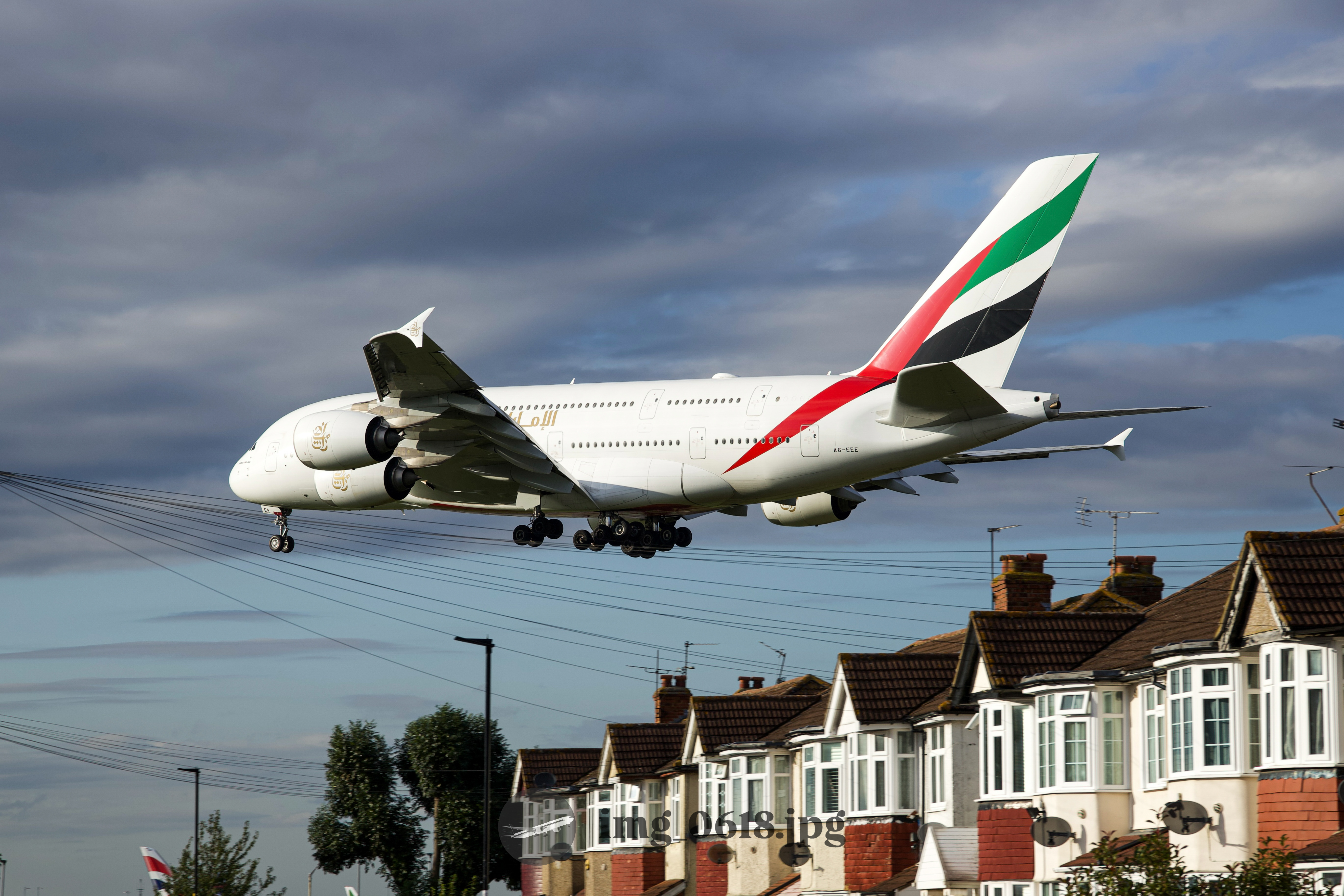
Un Airbus A380 d’Emirates à l’aéroport de Heathrow.

#### Emirates
Emirates est une filiale du groupe Emirates, et une compagnie aérienne importante au Moyen-Orient. Elle est la compagnie aérienne nationale de Dubaï et opère plus de 1 990 vols passagers par semaine, depuis sa plateforme à l’aéroport international de Dubaï, vers plus de 101 destinations dans 61 pays sur 6 continents. Emirates a été fondée en 1985 avec un seul Boeing 727 et un Airbus A300. La flotte d’Emirates compte aujourd’hui 10 Boeing 777-200LR, 125 Boeing 777-300ER et 117 Airbus A380.
Lors de l’exercice financier 2008-2009, le nombre de passagers a atteint 22,7 millions, soit une augmentation de 7,1 % par rapport à l’année précédente.
Cependant, les bénéfices de la compagnie ont chuté de 72 % au cours de l’exercice 2008/09. Son bénéfice s’élevait à 1,49 milliard de dirhams (406 millions de dollars ; 255 millions de livres) pour l’année close au 31 mars 2009, contre 5,3 milliards de dirhams pour l’exercice précédent,.

#### Emirates SkyCargo

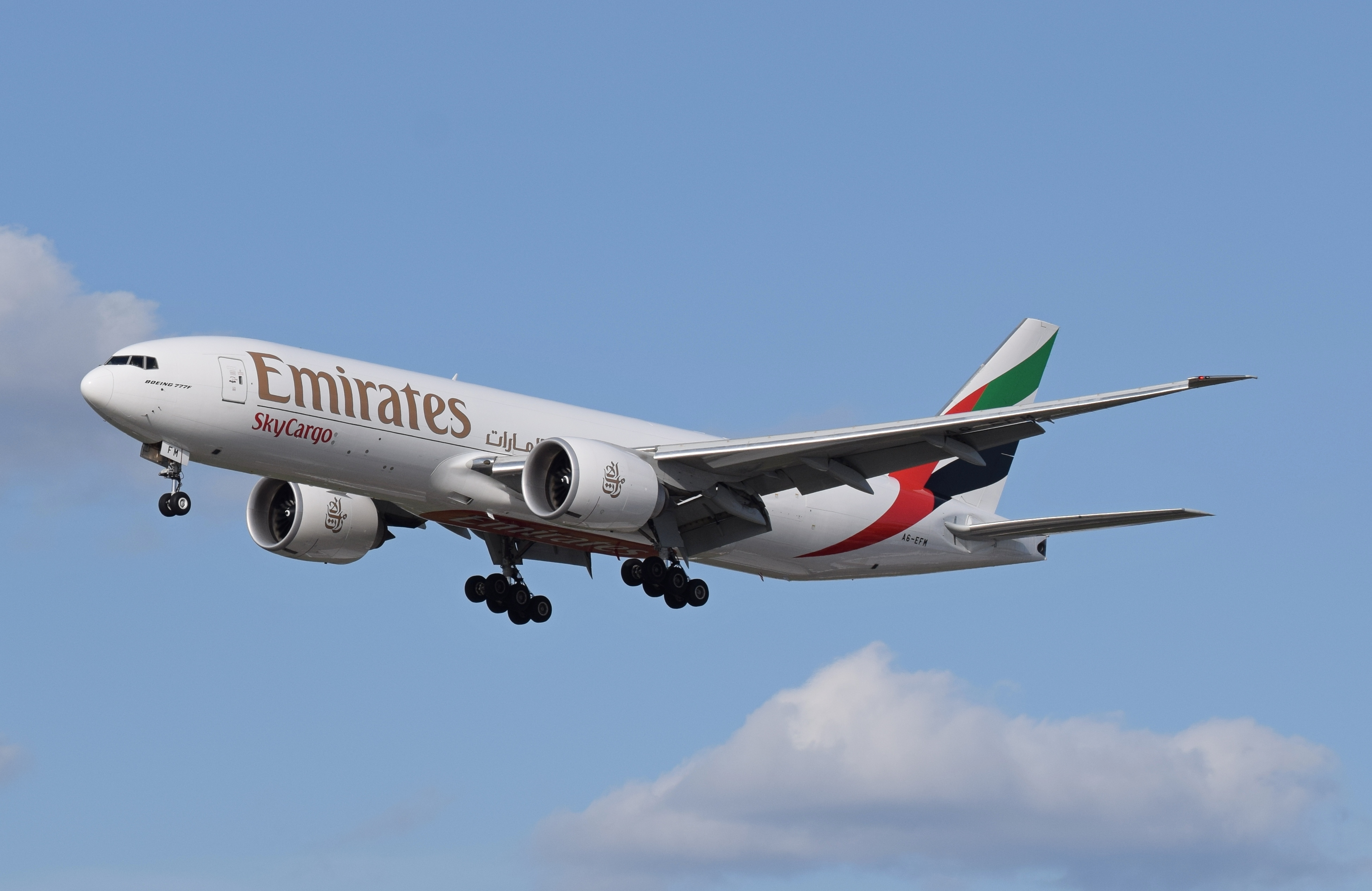
Un Boeing 777F d’Emirates SkyCargo.

Emirates SkyCargo est une compagnie de fret opérant depuis l’aéroport international de Dubaï. La division SkyCargo exploite 13 Boeing 777 Freighters. Emirates SkyCargo utilise également la capacité cargo de la flotte passagers.
Lors de l’exercice financier 2019-2020, Emirates SkyCargo a transporté 2 389 000 tonnes, soit une baisse de 10,2 % par rapport à l’année précédente:7.

### Services aéroportuaires

#### Dnata
Dnata est une entreprise de services aéroportuaires comprenant Dnata Airport Operations, la plus grande société de manutention au sol et de traitement des passagers à l’aéroport international de Dubaï, Dnata Cargo, responsable du traitement d’une grande partie des 1,3 million de tonnes de fret transitant par cet aéroport, ainsi que Dnata Agencies, une agence de voyages basée à Dubaï agissant pour le compte de plusieurs grandes compagnies, dont Aeroflot, Aer Lingus, Airblue, British Airways, Swiss et United Airlines.

#### Changi International Airport Services
Changi International Airport Services (CIAS) offre des services de manutention au sol à plus de 30 compagnies aériennes régulières à Singapour.

### Services d’ingénierie

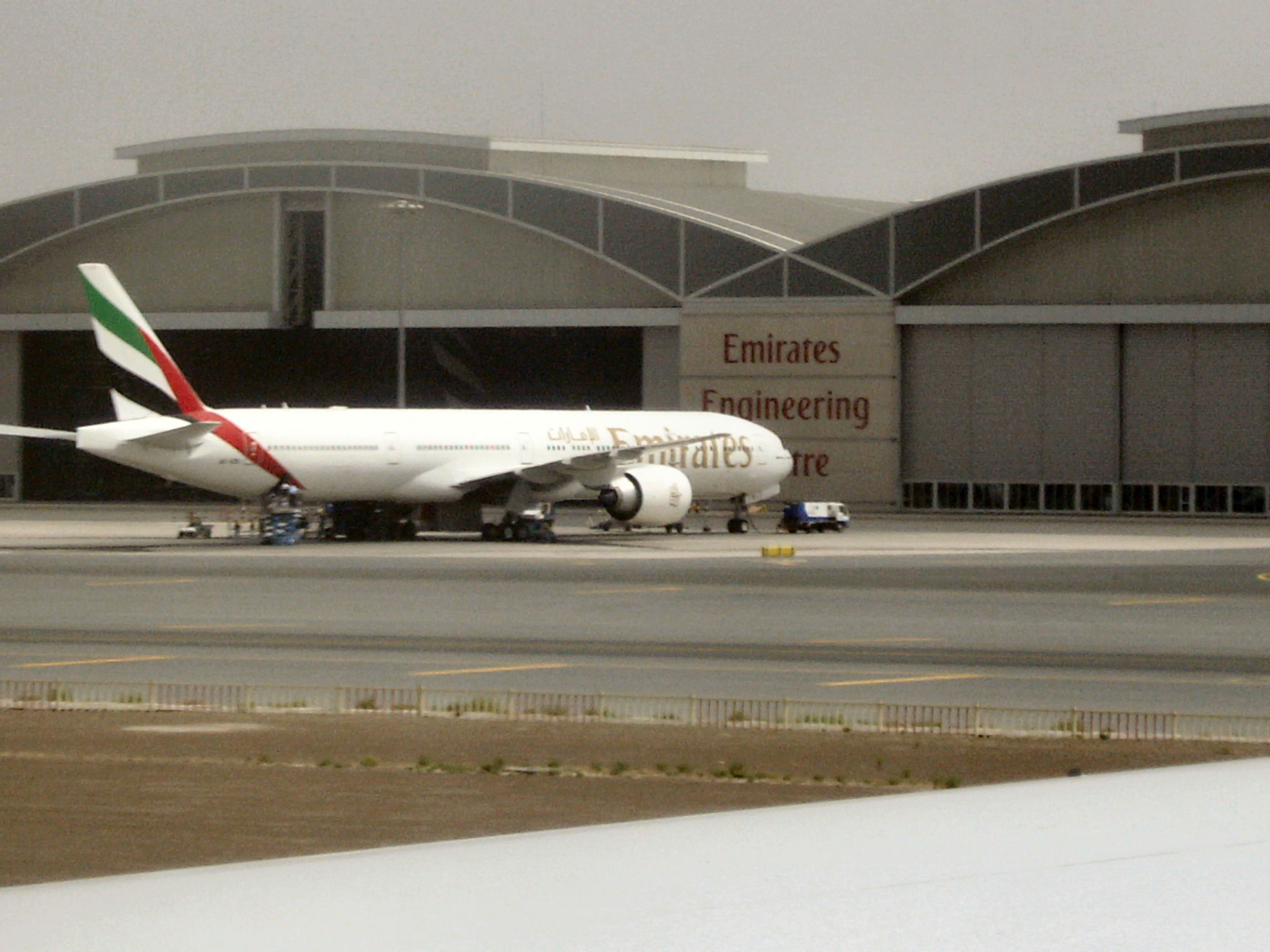
Les hangars d’Emirates Engineering pour les avions.

Emirates Engineering assure le support de la flotte importante d’appareils Airbus et Boeing exploités par Emirates Airline, ainsi que celle de trente autres compagnies aériennes par le biais de contrats de maintenance tiers.
La division peut gérer et mettre en œuvre tous les aspects du support en ingénierie aéronautique, tels que la maintenance, la sécurité et la logistique. Elle dispose également d’une installation dédiée aux essais moteurs. Elle occupe aussi le Centre d’ingénierie Emirates, inauguré fin 2006 sur un site de 137 km² à l’aéroport international de Dubaï.
Ses onze hangars destinés à la maintenance lourde et légère, ainsi qu’un hangar de peinture, couvrent une surface équivalente à 17 terrains de football et ont la capacité de répondre aux besoins de service d’une flotte Emirates qui croît d’un avion neuf par mois. Chaque hangar possède une porte d’entrée de 88 mètres de large, et chaque baie peut accueillir tout type d’avion avec une poussée moteur allant jusqu’à 150 000 livres, y compris l’Airbus A380, qui mesure 73 mètres de long avec une envergure de 80 mètres et une dérive haute de 24 mètres.

### Restauration en vol
Restauration en vol Emirates

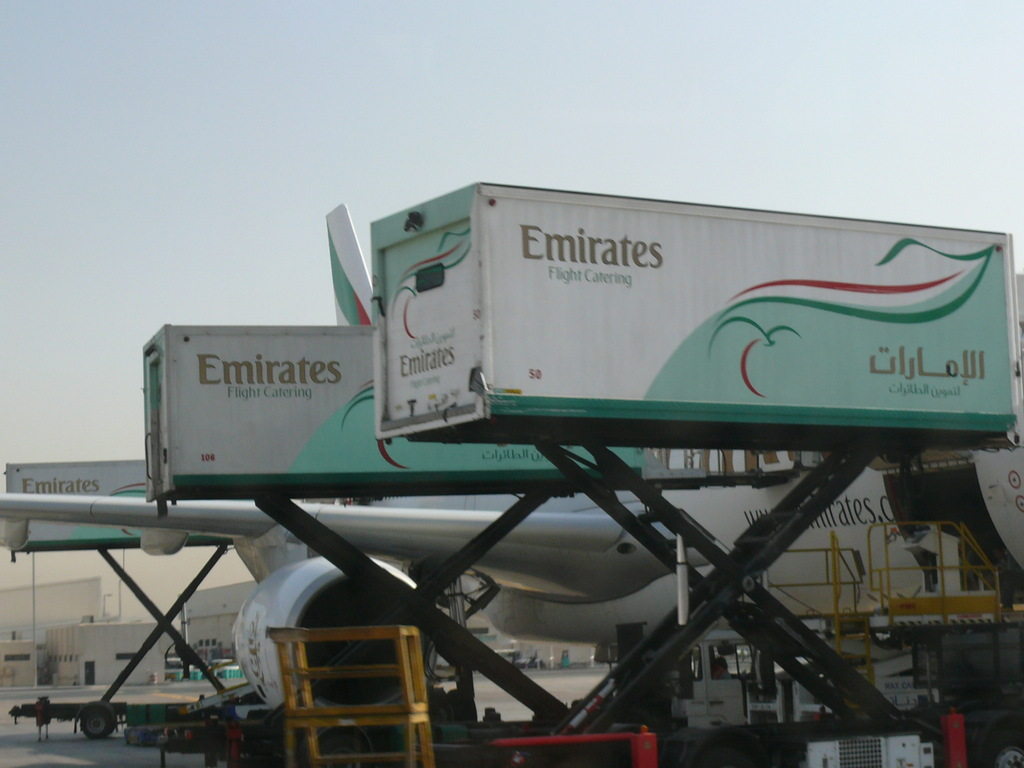
Service de restauration en vol Emirates à l’aéroport international de Dubaï.

La société Emirates Flight Catering emploie plus de 11 000 personnes et fournit des services de restauration et de soutien en vol pour les compagnies aériennes à l’aéroport international de Dubaï. Elle assure la restauration pour tous les vols Emirates au départ de Dubaï, ainsi que pour d’autres compagnies aériennes opérant à l’aéroport. En 2009, Emirates a été élue par Skytrax quatrième meilleure restauration à bord en Business class et deuxième meilleure restauration en classe économique.
L’installation de restauration dédiée aux vols de la compagnie a une capacité de conception de 225 000 plateaux repas par jour. En 2017, l’entreprise a fourni plus de 55 millions de repas, avec une moyenne quotidienne de 180 000 repas servis.
Alpha Flight Services Pty Ltd (Australie)
Alpha Flight Services est un opérateur majeur de restauration à bord et fournit tous les vols Emirates au départ d’Australie depuis 2008.
Le groupe Emirates détient 49 % des parts de cette société, qui assure la restauration en vol dans neuf aéroports australiens, y compris tous les principaux points d’entrée internationaux, desservant 16 compagnies clientes avec plus de sept millions de repas par an.

### Technologies de l’information (TI)
Mercator était la division informatique du Groupe Emirates. Lancée en 1995, elle répondait aux besoins technologiques des compagnies Emirates et Dnata ; par la suite, elle a également fourni des services aux autres sociétés du Groupe Emirates ainsi qu’à d’autres compagnies aériennes et entreprises.
En 2014, il a été annoncé que la société d’investissement Warburg Pincus avait acquis une participation majoritaire dans Mercator, tandis que Dnata conservait une participation minoritaire.
En 2017, Mercator a fusionné avec la société aéronautique espagnole Accelya et opère désormais sous ce nom. L’actionnaire majoritaire précédent de Mercator, Warburg Pincus, est également l’actionnaire majoritaire de la nouvelle entité.

### Commerce de détail
Emirates High Street
Emirates High Street est une boutique en ligne qui propose plus de 400 produits, tels que des articles de luxe, de l’électronique et des forfaits vacances. Les clients utilisent des Miles Skywards, accumulés par les membres du programme de fidélité de la compagnie aérienne Emirates, pour acheter des produits.
Emirates Leisure Retail
L’activité principale d’Emirates Leisure Retail est l’établissement, la gestion et la franchise de restaurants, cafés, bars et installations de loisirs dans le CCG.
Boutique officielle Emirates
La Boutique officielle Emirates est la boutique officielle de la compagnie aérienne Emirates, qui propose des produits tels que des modèles réduits d’avions, des souvenirs et des articles à thème Emirates. Les clients paient en dirhams des Émirats arabes unis, en dollars américains, ou utilisent des Miles Skywards, accumulés par les membres du programme de fidélité d’Emirates, pour acheter des produits. Elle est accessible en ligne ainsi que dans trois points de vente à Dubaï et dans le terminal 3 de l’aéroport international de Dubaï.
Sirocco
Sirocco est une coentreprise entre Emirates et Heineken International qui gère la vente et le marketing d’une gamme de boissons au Moyen-Orient. Elle distribue des marques telles que Heineken, Amstel Light, Budweiser, Tiger, Carling et Sol, ainsi – après l’acquisition par Heineken de Scottish & Newcastle – Bulmers et Strongbow. Avec une part de marché de 60 % à Dubaï, elle est le principal opérateur aux Émirats arabes unis, ainsi qu’à Oman, Bahreïn et Qatar.

### Gestion des risques et sécurité
Sécurité du groupe Emirates
La Sécurité du groupe Emirates est une organisation responsable des mesures de sécurité sur l’ensemble du réseau Emirates. Elle couvre tous les passagers et utilisateurs des terminaux cargo de Dubaï, les installations de l’entreprise ainsi que les logements du personnel. La Sécurité du groupe Emirates enquête également sur les vols, fraudes documentaires, détournements et toutes violations de la sécurité portant atteinte aux intérêts de la société et de ses clients.
Groupe Transguard
Le Groupe Transguard est un prestataire de services de sécurité au Moyen-Orient, avec un chiffre d’affaires annuel dépassant 600 millions de dirhams des Émirats arabes unis (AED) et plus de 38 000 employés à temps plein. C’est également l’un des plus grands opérateurs de la région dans les services de soutien aux entreprises, la gestion des installations, la gestion de trésorerie, la technologie de sécurité, la formation, la gestion d’événements et les services aéroportuaires. Créé en 2001, il fournit des services de soutien aux nombreuses marques opérant sous le groupe Emirates.
Son activité de gestion de trésorerie est basée au siège social de l’entreprise, situé dans la zone franche aéroportuaire de Dubaï, qui abrite aussi la plus grande installation de traitement d’argent liquide de la région, tandis qu’une installation supplémentaire a récemment été ouverte à Abou Dabi.

### Tour-opérateur et gestion d’événements
Congress Solutions International
Congress Solutions International est une filiale d’Emirates fournissant un soutien administratif, la gestion des données et la coordination des prestataires tiers tels que les lieux, la restauration et l’hébergement. Elle s’occupe de l’organisation de conférences, fournit une assistance aux délégués et propose également des activités de loisirs et de détente aux participants en visite.
CSI a organisé de grands événements tels que le Global Travel and Tourism Council, auquel environ 1 300 délégués ont assisté. Elle a également accueilli, au nom du Forum économique mondial et du gouvernement de Dubaï, un sommet sur l’Agenda mondial, réunissant 700 représentants du monde des affaires, du gouvernement et du milieu universitaire.
Gulf Ventures
Gulf Ventures est une autre entreprise touristique opérant aux Émirats arabes unis et en Oman.
Arabian Adventures
Arabian Adventures est une société de gestion de destinations, fournissant des services à divers voyagistes, agences de motivation, organisateurs de réunions, entreprises et compagnies de croisière.

### Voyage
Emirates Holidays
Emirates Holidays est le voyagiste du groupe Emirates. Les principales destinations d’Emirates Holidays sont Dubaï, la Malaisie, la Thaïlande, les Maldives, le Sri Lanka et l’île Maurice.
EmQuest
EmQuest fournit des produits et services de distribution électronique à diverses entreprises, connectant les fournisseurs avec les revendeurs et leur offrant une plateforme d’échange de contenu et de transactions.
Elle gère un large réseau de marques, de contenus et de services destinés aux voyagistes, agences de voyages, sociétés de location de voitures, hôtels et compagnies aériennes au Moyen-Orient et en Afrique.
Les systèmes de distribution globaux (GDS) représentent une ligne d’activité clé : EmQuest collabore avec Sabre Holdings pour gérer la distribution, la vente, le service et le support de Sabre GDS aux Émirats arabes unis, ainsi que sur cinq marchés africains, notamment l’Afrique du Sud, le Kenya, la Tanzanie, l’Ouganda et la Zambie. Auparavant, EmQuest s’appelait Galileo Emirates et distribuait des produits aux Émirats arabes unis, au Pakistan, en Afghanistan, au Sri Lanka, à Bahreïn, à Oman et au Qatar.

### Services d'appui au fret aérien
Calogi
Calogi est un portail de services Internet destiné aux entreprises du fret aérien.
Cargo Partners
Cargo Partners est la branche commerciale et de services de Dnata Cargo et apporte son soutien à plus d’un quart des compagnies aériennes opérant depuis l'aéroport international de Dubaï.
Elle gère les ventes à l'exportation et les opérations locales pour le compte de plus de 30 transporteurs.
Dnata-PWC Airport Logistics LLC
Dnata-PWC Airport Logistics LLC fournit des services de transport de fret à des clients locaux et internationaux, notamment Emirates SkyCargo, British Airways et Singapore Airlines. La coentreprise entre Dnata et la Public Warehousing Corporation du Koweït est spécialisée dans le transport routier, avec une flotte de camions lourds et légers conçus pour le fret aérien.

### Fret et logistique
Dnata Logistique
Dnata Logistique (anciennement Freightworks) est un transitaire international et un fournisseur de services logistiques basé à Dubaï (Émirats arabes unis).
SDV-UAE LLC
SDV-UAE LLC est l’un des prestataires de transport du Moyen-Orient.

### Hôtels et complexes touristiques
Depuis le 1er novembre 2007, le groupe Emirates a lancé la première des résidences Emirates Hotels & Resorts avec The Harbour Hotel & Residence. Il s’agit d’un hôtel et d’une tour résidentielle situés dans le Dubaï Marina. C’est le premier de six établissements internationaux prévus pour une ouverture en 2008.

### Programmes de fidélité
Services de fidélité Emirates
Services de fidélité Emirates est une filiale de conseil liée au programme de fidélité Skywards d’Emirates.
Emirates Skywards
Emirates Skywards est un programme de fidélité à quatre niveaux exploité par Emirates. Il est utilisé par plus de 8,4 millions de clients. Les trois niveaux principaux sont Blue, Silver (accès à partir de 25 000 miles de niveau), et Gold (accès à partir de 50 000 miles de niveau). Un quatrième niveau, nommé Platinum, exige 150 000 miles de niveau. Il existe également un statut supplémentaire nommé "Invitation Only" ou "IO", accessible uniquement sur invitation. Les avantages de ce niveau sont supérieurs à ceux offerts au niveau Platinum.

### Formation
Emirates Aviation University
L'Emirates Aviation University (EAU) située à Al Garhoud et à Academic City est un centre de formation et d’éducation pour l’industrie aérienne. L’établissement a ouvert en 1991 et est devenu une université en avril 2014. Le nouveau campus situé à Academic City a ouvert en janvier 2015. Il propose des programmes de formation professionnelle, académique et technique. Plus de 1 700 ingénieurs et techniciens aéronautiques ainsi que 2 000 contrôleurs aériens ont été diplômés de l’université, tandis que le nombre d’étudiants à temps plein est passé de 300 à 1 100 entre 2004 et 2009.
Emirates CAE Flight Training
Emirates-CAE Flight Training propose des cours liés à l’aviation pour les compagnies aériennes commerciales du Moyen-Orient, d’Europe, d’Afrique et d’Asie, principalement destinés aux membres d’équipage de cabine de pilotage et au personnel de maintenance aéronautique. Cette coentreprise entre le groupe Emirates et CAE Inc. du Canada est située sur le campus de l’Université d’Aviation Emirates, près de l’aéroport international de Dubaï. L’université possède désormais un deuxième campus à Academic City, DubaiLand.
ECFT (acronyme de la coentreprise) est la première installation de ce type au Moyen-Orient à être certifiée selon les normes de la Joint Aviation Authorities (JAA) et de la Federal Aviation Administration (FAA). Le centre de 14 baies abrite 10 simulateurs de vol complet : deux Airbus A320/ACJ, un Airbus A330/340, un Boeing 777, deux Boeing 737 NG, un Gulfstream IV, un Gulfstream V/550, un Hawker 800/800XP et un simulateur d’hélicoptère Bell 412.

## Personnes clés
- Cheikh Ahmed bin Saeed Al Maktoum – président-directeur général ;
- Tim Clark (directeur/président de la compagnie aérienne) ;
- Gary Chapman – président des services de groupe.

## Participations
Le groupe Emirates détient une participation de 68,7 % dans Maritime and Mercantile International basée à Dubaï, une participation de 34,4 % dans Oman United Agencies et une participation de 54,7 % dans Emirates Flight Catering. Emirates Flight Catering est le seul fournisseur de services de restauration pour compagnies aériennes et aéroports à l’Aéroport international de Dubaï.
dnata possède 50 % des parts dans Dubai Express, Gerry's Dnata (Pvt.) Ltd. et Dnata Arabian Airport Services Co. Ltd, 49 % des parts dans Safiran Dnata Airport Services PJSC, 40 % dans Emirates Loyalty Company et 20 % dans Guangzhou Baiyun International Airport Ground Handling Services Co. Ltd.